# Scriitori evrei interziși în România sub regimul Antonescu
Scriitorii evrei din România au avut începând cu anii Dictaturii regale, mai ales din anul 1940 și, în timpul regimului lui Ion Antonescu, un statut în spiritul legilor rasiste, caracterizat de măsuri administrative represive, iar opera lor a fost interzisă comercializării. A fost interzisă și comercializarea operelor autorilor evrei din străinatate.

## Perioada măsurilor antisemite timpurii (1937-1940)
Promulgarea cu începere din 1937 a legilor rasiste, scriitorii evrei, la fel cu ceilalți coreligionari ai lor au avut de îndurat umilințe și privațiuni.
În luna octombrie 1940 în Statul Național-Legionar, sunt excluși evreii din Societatea Scriitorilor Români și din bibliotecile publice.
În octombrie 1942, Prefecturile județelor au fost informate despre publicarea de către Ministerul Propagandei Naționale a unei liste a scriitorilor evrei, a căror operă este interzisă comercializării, cu precizările următoare:  :„Bibliotecile școlare și cele publice de orice categorie, precum și bibliotecile diverselor instituții de stat și particulare vor înlătura definitiv aceste lucrări. Fac excepție de la această măsură depozitele legale și Biblioteca Societății Scriitorilor, Biblioteca Fundației Al. și Aretia Aman din Craiova, Biblioteca I. C. Bibicescu din Turnu Severin, Biblioteca Comunală din Timișoara, Biblioteca Palatului Cultural din Arad, Bibliotecile Seminariilor de limbă și literatură română de pe lângă Universități, Biblioteca Astrei din Brașov și Biblioteca Ureche din Galați. Aceste biblioteci, ca și depozitele legale, sunt încă îndatorate să scoată din cataloage fișele cuprinzând lucrările acestor scriitori, întocmind un fișier deosebit, accesibil numai în interes științific și cu aprobarea specială a directorilor acestor biblioteci“.
În noiembrie 1942 a fost afișată în instituțiile publice din România o listă care purta titlul Scriitori evrei ale căror lucrări sunt interzise la vânzare și la găzduirea lor în bibliotecile școlare și publice, în instituțiile, asociațiile și întreprinderile care editează și vând asemenea publicații. Deoarece lista era incompletă, ziarul Curentul din 5 noiembrie 1942 făcea un apel către cei care cunosc nume și pseudonime ale unor scriitori neaflați pe listă, să le comunice Direcției de propagandă. Această listă a cuprins numele a 39 (40 după altă sursă) scriitori, cu data și locul nașterii, numele cu care s-au născut, numele părinților, pseudonimele și titlurile cărților scrise de ei.
Mihail Sebastian scria în jurnalul său la 5 noiembrie 1942: „Un ordin al Ministerului Propagandei dispune scoaterea cărților de autori evrei din librării și biblioteci. Am văzut azi la „Hachette” două imense tablouri tipărite cu litere mari: Scriitori evrei. Sînt, desigur, și eu acolo, afișat ca un delincvent, ca un criminal: numele părinților, data și anul nașterii, lista cărților. Lipseau doar semnalmentele.”
Pe lista autorilor interziși au apărut:
- Felix Aderca (Zelicu Froim Adercu)
- Avram Axelrad (Avram Adolf Axelrad)
- Camil Baltazar (Leibu Goldenstein)
- Maria Banuș (Maria Edel Bănuș)
- Isidor Birnberg
- H. Bonciu (Beniamin Haimovici)
- Ion Călugăru (Ștrul-Leiba Croitoru)
- Marcu Câmpeanu (Schönfeld)
- Horia Carp (Mihail Hoișie)
- Sarina Cassvan (Sara Cassvan)
- Sergiu Dan (Isidor Rotman)
- A. Dominic (Avram Reichman)
- Emil Dorian (Isidor Lustig)
- Benjamin Fundoianu - Fondane (Benjamin Wecsler) (devenit cetățean francez în 1938[5])
- Enric Furtună (Heinrich Pechelman)
- Giordano (Berman Goldner)[2]
- Barbu Lăzăreanu (Avram Leizerovici)
- Luca B (Țală Avram Bernstein)
- I. Ludo (Isac Iacovitz)
- Henry Ionel Ioseph Massof
- Millian Maximin (Pascu-Mendel Grimberg)
- Marius Mircu (Israel Marcus) (cunoscut și sub pseudonimul G.M. Vlădescu)
- Virgiliu Monda (Zeilic Moscovici)
- Barbu Nemțeanu (Benjamin Deutsch)
- I. Peltz (Isac Nathan Peltz)
- Ion Pribeagu (Isac Lazarovici)
- Isaiia Răcăciuni (Isaia Beniamin Nacht)
- Eugen Relgis (Eisig Siegler)
- Ronetti-Roman (Aron Blumenfeld)
- Teodor Rosen
- Mihail Sebastian (Iosef Mendel Hechter)
- Steuerman Rodion (Avram Iancu Rodion)
- Emilia Tailler
- Alexandru Toma (Solomon Leibu Moscovici)
- Andrei Tudor (Andrei Heinrich Raiber)
- Tristan Tzara (Samuel Rosenstock)
- Avram Leib Zissu(Avram Leiba Esra Zissu)
- Adrian Verea (Adolf Wechsler) (1875-1944) - Medic, poet, dramaturg, pictor, muzician, publicist.[6]
- Leon Vero (Leib Vecsler)
- Ilarie Voronca (Eduard Isidor Marcus) (expatriat în Franța)